# Xystrota aphilotima
Xystrota aphilotima là một loài bướm đêm trong họ Geometridae.